# جون بيريشا
جون بيريشا هو لاعب كرة قدم سويسري في مركز الهجوم، ولد في 6 سبتمبر 1979 في كوسوفو. شارك مع منتخب سويسرا تحت 21 سنة لكرة القدم. أما مع النوادي، فقد لعب مع نادي آراو ونادي ثون ونادي نوشاتل زاماكس ويانغ بويز.